# Sarnai Amar
Sarnai Amar, née en 1987 à Oulan-Bator, est un mannequin mongol. Elle a été élue World Miss University 2008.

## Élection World Miss University 2008
Le 10 janvier 2010, elle est couronnée World Miss University 2008 à Shenzhen, en Chine à l'âge de 23 ans.
- 1re dauphine : Marina Olivira Marques
- 2e dauphine : Yeeun Chang

## Élection Miss Monde 2010
Le 7 septembre 2010, elle est élue pour représenter la Mongolie au concours Miss Monde.
Le 19 octobre 2010, elle participe à Miss Beauty Beach mais n'atteint que dans le top 40.
Le 22 octobre 2010, elle participe à Miss Sports et classe au top 20.
Le 30 octobre 2010, à Sanya, en Chine, elle participe au concours Miss Monde 2010 et se classe dans le top 25.